# Похититель костей
«Похититель костей» (англ. The Bone Snatcher) — англо-канадо-южноафриканский фильм ужасов 2003 года. Лента вышла сразу на DVD, без предварительного показа в кинотеатрах. Съёмки картины проходили в Кейптауне и пустынях Намибии.

## Сюжет
На южноафриканском алмазном руднике начинают загадочным образом пропадать люди. Разобраться с этой загадкой из Канады прилетает доктор Зак Стрэйкер со своей поисково-исследовательской командой. Прибыв, они узнают, что недавно вглубь пустыни ушла группа геологов на поиски новых месторождений, и радиосвязь с ними пропала. Поисковый отряд отправляется по их следам. Вскоре они находят их лагерь, но в живых никого нет, лишь начисто обглоданные человеческие кости. От разорённого лагеря ведёт странный след, который приводит исследователей к необычному каменистому образованию.
В сгустившихся сумерках отряд атакован полчищем муравьёв, которые охотятся за костями. Люди Стрэйкера гибнут один за другим, сам доктор обнаруживает, что эти муравьи разумны, и управляются неким мозгом, находящимся неподалёку, в заброшенной шахте. Зак уничтожает мозговой центр насекомых, и после этого заброшенная шахта обрушивается. В живых остаётся сам учёный и его напарница Микки. Они уезжают прочь на грузовике, но не все чудовища уничтожены, что-то успело пробраться в их машину…

## В ролях
- Скотт Бейрстоу — доктор Зак Стрэйкер
- Рэйчел Шелли — Микки
- Адриенн Пирс — Магда
- Уоррик Гриер — Карл
- Патрик Шэй — Титус
- Андре Вейдеман — Курт
- Лэнгли Кирквуд — Пол
- Патрик Листер — Йохан
- Брайан Клэкстон Пэйн — мозговой центр муравьёв
- Шон Хиггс — Клайв
- Джэн Эллис — Харви
- Андре Якобс — доктор Мюллер
- Никки Джекман — Мел

## Премьерный показ в разных странах[3]
- США — 23 декабря 2003 (выход на DVD)
- Бахрейн — 18 февраля 2004
- Филиппины — 18 февраля 2004 (только в Маниле); 10 марта 2004 (только в Давао)
- Аргентина — 19 марта 2004 (выход на VHS)
- Италия — 20 января 2005 (выход на DVD)
- Венгрия — 25 октября 2005 (показ по ТВ)